# Anaal Nathrakh
Anaal Nathrakh este o formație de black\death metal din Birmingham, Anglia fondată în anul 1998.